# Nick Bailen
Nick Bailen (ur. 12 grudnia 1989 w Fredonia, Nowy Jork) – amerykański hokeista. Reprezentant Białorusi.
Jego brat Eric (ur. 1988) także został hokeistą.

## Kariera
- St. Francis High Prep (2004-2005)
- Indiana Ice (2005–2008)
- Bowling Green State University (2008–2009)
- Indiana Ice (2009–2010)
- RPI (Rensselaer Poly Inst) (2010-2013)
- Rochester Americans (2013)
- Tappara (2013-2014)
  -  LeKi (2013)
- Dynama Mińsk (2014-2016)
- Växjö Lakers (2016-2017)
- Traktor Czelabińsk (2017-2022)
- Kölner Haie (2022-)

W USA grał w ligach USHL, NCAA i krótkotrwale grał w AHL. W 2013 przeniósł się do Europy zostając w maju 2013 zawodnikiem fińskiego klubu Tappara w rozgrywkach Liiga. W jego barwach rozegrał sezon Liiga (2013/2014). W maju 2014 został zawodnikiem białoruskiego klubu Dynama Mińsk w rozgrywkach. W październiku 2014 przedłużył kontrakt o trzy lata. Wraz z drużyną Dynama rozegrał sezon KHL (2014/2015). Zwolniony z klubu w grudniu 2016. Od grudnia 2016 do kwietnia 2017 zawodnik szwedzkiego klubu Växjö Lakers. Od maja 2017 zawodnik Traktora Czelabińsk. W lipcu 2022 został zaangażowany do niemieckiego zespołu Kölner Haie. W grudniu 2022 ogłoszono zbycie jego praw zawodniczych w KHL przez Traktor do Spartaka Moskwa w toku wymiany za Aleksandra Bryncewa.
Na mocy decyzji prezydenta Białorusi 1 grudnia 2015 otrzymał białoruskie obywatelstwo.  W barwach seniorskiej reprezentacji Białorusi uczestniczył w kwalifikacjach do Zimowych Igrzyskach Olimpijskich 2018, turniejach mistrzostw świata edycji 2019 (I Dywizja), 2021 (Elita).

## Sukcesy
Reprezentacyjne
- Awans do MŚ Elity: 2019 z Białorusią

Klubowe
- Srebrny medal mistrzostw Finlandii: 2014 z Tappara

Indywidualne
- USHL (2009/2010):
  - Mecz gwiazd ligi
- NCAA (2010/2011):
  - Pierwszy skład gwiazd NCAA (ECAC)
  - Drugi skład gwiazd NCAA (Wschód)
- NCAA (2011/2012):
  - Pierwszy skład gwiazd NCAA (ECAC)
  - Pierwszy skład gwiazd NCAA (Wschód)
- Liiga (2013/2014):
  - Pierwsze miejsce w klasyfikacji minut kar w fazie play-off: 49
  - Skład gwiazd sezonu
- KHL (2014/2015):
  - Najlepszy obrońca miesiąca - grudzień 2014[12]
  - Mecz Gwiazd KHL
  - Piąte miejsce w klasyfikacji asystentów wśród obrońców w sezonie zasadniczym: 25 asyst
  - Czwarte miejsce w klasyfikacji kanadyjskiej wśród obrońców w sezonie zasadniczym: 36 punktów
  - Pierwsze miejsce w klasyfikacji średniego czasu spędzonego na lodzie w meczu wśród obrońców w sezonie zasadniczym: 26 min. 29 sek.
- KHL (2015/2016):
  - Czwarte miejsce w klasyfikacji asystentów wśród obrońców sezonie zasadniczym: 25 asyst
- Hokej na lodzie na Zimowych Igrzyskach Olimpijskich 2018 – kwalifikacje mężczyzn#Grupa D:
  - Najlepszy obrońca turnieju[13]
- KHL (2017/2018):
  - Piąte miejsce w klasyfikacji strzelców wśród obrońców w sezonie zasadniczym: 11 goli
  - Najlepszy obrońca - półfinały konferencji[14], marzec 2018[15]
  - Czwarte miejsce w klasyfikacji strzelców wśród obrońców w fazie play-off: 3 gole
  - Czwarte miejsce w klasyfikacji asystentów wśród obrońców w fazie play-off: 7 asyst
  - Drugie miejsce w klasyfikacji kanadyjskiej wśród obrońców w fazie play-off: 10 punktów
  - Piąte miejsce w klasyfikacji +/- w fazie play-off: +8
  - Czwarte miejsce w klasyfikacji minut kar w fazie play-off: 38 minut
- KHL (2019/2020):
  - Czwarte miejsce w klasyfikacji strzelców wśród obrońców w sezonie zasadniczym: 11 goli
- KHL (2020/2021):
  - Najlepszy obrońca miesiąca - luty 2021[16]
  - Drugie miejsce w klasyfikacji strzelców wśród obrońców w sezonie zasadniczym: 13 goli
  - Piąte miejsce w punktacji kanadyjskiej wśród obrońców w sezonie zasadniczym: 35 punktów
- KHL (2021/2022):
  - Piąte miejsce w klasyfikacji strzelców zwycięskich goli meczowych w sezonie zasadniczym: 5 goli
  - Drugie miejsce w klasyfikacji asystentów w sezonie zasadniczym: 36 asyst
  - Pierwsze miejsce w klasyfikacji asystentów wśród obrońców w sezonie zasadniczym: 36 asyst
  - Pierwsze miejsce w klasyfikacji kanadyjskiej wśród obrońców w sezonie zasadniczym: 42 punkty
  - Trzecie miejsce w klasyfikacji minut kar w sezonie zasadniczym: 63
- KHL (2021/2022):
  - Trzecie miejsce w klasyfikacji strzelców wśród obrońców w fazie play-off: 4 gole
  - Piąte miejsce w klasyfikacji kanadyjskiej wśród obrońców w fazie play-off: 8 punktów
  - Piąte miejsce w klasyfikacji minut kar w fazie play-off: 27